# Петров, Александр Георгиевич
Александр Георгиевич Петров (род. 8 июля 1944 года, Лысково, Горьковская область) — советский и российский механик, кавалер золотой медали имени С. А. Чаплыгина (2020).

## Биография
Родился в семье военнослужащего, отец Георгий Александрович Петров (1918—1980), был офицером инженерно-аэродромной службы, участником Великой Отечественной войны. Мама, Наталья Павловна Соснина (1916—2001), участник Великой Отечественной войны, была военным врачом. В 1952 году семья переехала по месту службы отца в Тушино Московской области, где Александр окончил среднюю школу. С 9 класса посещал математический кружок Александра Кириллова. Участвовал в Первой Всероссийской олимпиаде школьников по математике, получил похвальный отзыв.
В 1966 году окончил механико-математический факультет МГУ, специализировался по кафедре химической механики (первый выпуск), окончил аспирантуру там же. Ученик В. Г. Левича и А. М. Головина. Преподавал на кафедре химической механики, с 1972 года по 1992 год — на кафедре гидромеханики.
В 1971 году — защитил кандидатскую, а в 1989 году — докторскую (оппоненты Гольдштик, Нигматулин, Пухначёв) диссертации, в 1992 году — присвоено учёное звание профессора.
Преподавал в МФТИ (2004—2008), Гидромелиоративном институте (1972—1976), Тимирязевской академии, заведующий кафедрой высшей математики (1991—1994). Работал в Алжире (1976—1977).
С 1994 года ведущий научный сотрудник лаборатории механики систем Института проблем механики имени А. Ю. Ишлинского РАН.

## Научная деятельность
Специалист в области гидродинамики и аналитической механики.
Автор более 200 научных работ, из них 5 монографий и 7 учебников.
Основные научные результаты:
- создал новый общий подход для решения задач гидродинамики на основе лагранжевой и гамильтоновой механики, на его основе решен ряд задач динамики течений жидкости со свободными границами: движение пузырьков и капель, проблема их дробления и слияния, волновые и кавитационные течения; получил ряд точных решений нестационарной краевой задачи для уравнений Навье-Стокса; построил серию точных решений нестационарного течения ВПС с переменным во времени жестким ядром в теории вязкопластических сред (ВПС);
- разработал оригинальную технику построения отображения Пуанкаре в параметрической форме, с помощью которой даны решения ряда нелинейных проблем классической гамильтоновой механики и гидродинамики;
- разработал сверхсходящиеся численные схемы метода граничных элементов для решения краевых задач гармонического и бигармонического уравнений.

Его учениками защищено 10 кандидатских и 2 докторские диссертации (И. И. Потапов, П. Г. Петров), он создал и внедрил в МГУ:
- специальный курс «Вариационные методы в динамике несжимаемой жидкости» (в учебный процесс мех-мата)
- учебную дисциплину «Физико-химическая гидродинамика» (на факультете наук о материалах)

## Награды
- Золотая медаль имени С. А. Чаплыгина (2020) — за цикл работ по гидродинамике